# Kristin Yvonne Rozier
Kristin Yvonne Rozier est une ingénieure aérospatiale et informaticienne américaine dont les recherches portent sur les méthodes formelles, notamment la logique temporelle et de la vérification de modèles pour la vérification formelle des systèmes de sécurité critiques, en particulier ceux qui concernent le transport aérien, les drones et le contrôle de la circulation aérienne. Elle est professeure associée Black & Veatch d'ingénierie aérospatiale, d'informatique, d'ingénierie électrique et informatique, et de mathématiques à l'université d'État de l'Iowa, où elle dirige le laboratoire de logique temporelle,.

## Formation et carrière
Rozier étudie l'informatique au College of William & Mary et obtient son diplôme en 2000. Après y avoir obtenu une maîtrise en 2001, sous la direction de Paul K. Stockmeyer, elle poursuit des études doctorales en informatique à l'université Rice. Elle obtient son Ph. D. en 2012, avec une thèse intitulée  Explicit or Symbolic Translation of Linear Temporal Logic to Automata. Son directeur de thèse est Moshe Vardi, avec Paul K. Stockmeyer comme co-directeur,.
Elle rejoint le  Centre de recherche Langley de la NASA en tant que chercheuse scientifique en 2003, puis le Ames Research Center en 2008. En 2015, elle devient professeur assistant de génie aérospatial et de mécanique d'ingénierie à l'université de Cincinnati, et à partir de 2016, elle occupe un poste à l'université d'État de l'Iowa, où elle est nommée professeure associée Black & Veatch en 2021.
Elle soutient également activement les femmes issues de groupes sous-représentés dans les domaines STIM (acronyme de science, technologie, ingénierie et mathématiques) par le biais de la Jewels Academy, une organisation sans but lucratif basée à Des Moines.

## Reconnaissance
- En 2013, le comité technique des systèmes intelligents de l'Institut américain de l'aéronautique et de l'astronautique décerne à Rozier son Distinguished Service Award[5].

- En 2014, Rozier obtient le premier prix Initiative-Inspiration-Impact des femmes de l'aérospatiale « pour la réalisation exemplaire de la spécification formelle, de la vérification et de la validation d'un candidat au système de contrôle du trafic aérien NextGen et pour son dévouement en tant que mentor et modèle »[6].

- En 2016, elle obtient un prix CAREER de la National Science Foundation et un prix de début de carrière de la NASA[2].